# Luigi Credaro
Luigi Credaro, född 15 januari 1860 i Sondrio, död 15 februari 1939 i Rom, var en italiensk politiker.
Credaro blev professor vid Roms universitet och rikssenator. Credaro studerade filosofins och särskilt pedagogikens historia samt skrev Lo scetticismo degli accademici (1881-1893). Han var undervisningsminister 1906-1909 och genomförde som sådan viktiga skolreformer i Italien. Credaro var även utgivare av tidskriften Rivista pedagogica.